# Nậm Hồng
Nậm Hồng là phụ lưu cấp 2 ở bờ trái sông Đà, chảy ở huyện Mường La tỉnh Sơn La, Việt Nam .
Nậm Hồng dài khoảng 15 km.

## Dòng chảy
Nậm Hồng bắt nguồn từ vùng núi ở phần đông xã Chiềng Công huyện Mường La, chảy uốn lượn về hướng tây.
Nậm Hồng chảy đến bản Pa Xá Hồng thì hợp lưu với Nậm Xá từ phía bắc chảy đến 21°27′14″B 104°10′36″Đ / 21,45389°B 104,17667°Đ, tạo thành Nậm Pia. Nậm Pia chảy qua bản Mường Pia xã Chiềng Hoa thì đổ vào sông Đà phía bờ trái, phía dưới Thủy điện Sơn La chừng 10 km .

## Thủy điện
Thủy điện Nậm Hồng xây dựng trên dòng nậm Hồng tại xã Chiềng Công, chia hai bậc là Nậm Hồng 1 và Nậm Hồng 2, có công suất lắp máy 16 MW với 4 tổ máy (mỗi bậc 2 tổ 8 MW), khởi công tháng 3/2011, Nậm Hồng 2 phát điện tháng 7/2012, Nậm Hồng 1 phát điện tháng 9/2013 .

## Chỉ dẫn
1. ↑  Trong tiếng Tày-Thái "Nậm" đã có nghĩa là nước, sông, suối.